# Thomas Deenihan

Wappen von Thomas Deenihan

Thomas Deenihan (* 20. Juni 1967 in Blackpool, County Cork, Irland) ist ein irischer Geistlicher und römisch-katholischer Bischof von Meath.

## Leben
Thomas Deenihan wurde am 1. April 1990 durch den Koadjutorbischof von Meath, Michael Smith, zum Diakon geweiht. Er empfing am 1. Juni 1991 durch den Bischof von Cork und Ross, Michael Murphy, das Sakrament der Priesterweihe.
Am 18. Juni 2018 ernannte ihn Papst Franziskus zum Bischof von Meath. Der Erzbischof von Armagh, Eamon Martin, spendete ihm am 2. September desselben Jahres die Bischofsweihe; Mitkonsekratoren waren der Bischof von Cork und Ross, John Buckley, und der emeritierte Bischof von Meath, Michael Smith.